# Sagbladet
Sagbladet är en bergstopp i Antarktis. Den ligger i Östantarktis. Norge gör anspråk på området. Toppen på Sagbladet är 2 105 meter över havet, eller 419 meter över den omgivande terrängen. Bredden vid basen är 2,1 km.
Terrängen runt Sagbladet är varierad. Trakten är obefolkad. Det finns inga samhällen i närheten.